# 端木正和
端木正和（1971年12月9日—），福建福州福清市人，中国旅日企业家，IT企业Searchina的创始者及日本恩来教育基金理事长。

## 生平
端木出生在中国福建省福州市福清市，1989年以就学生身份前往日本东京自费留学，1995年3月毕业于日本亚细亚大学法学部。1998年6月创立了将中国信息全面体系化的日文网站“中国情报局”，其后于日本学习院大学念研究生时，于1999年在校期间创立了Searchina公司（中文为日本新秦株式会社，日文为株式会社サーチナ）。“中国情报局”由一个留学生网站发展成为日本国内最大的中国资讯网，和中国网、中国新闻网等有合作。Searchina自创立以来，稳扎稳打，主力置于经济金融信息，是日本雅虎财经的四大合作伙伴之一，在日本主流社会影响较大。
2010年2月，端木出让大部分股票加入思佰益集团，并兼任集团的执行董事负责金融信息网站的统合。2011年6月，端木辞去总裁等职务仅留任Searchina顾问，创立恩来教育基金财团而投身幼儿教育公益事业。創業報告酒會时日本前首相安倍晉三等名流曾到場致詞并予较高评价。
Searchina是search+china的造语，中文音译为“新秦”，日文为“サーチナ”。Searchina旨在向日本及海外社会提供全方位的中国信息，促进中国和海外的交流，在上海有分公司，为上海新秦商务咨询有限公司。
恩来教育基金财团名之“恩来”，源于感恩图报之恩，并来自于端木所尊敬的伟人周恩来。

## 脚注
1. ↑  日本 中文导报（2010年02月） 华企Searchina出让股份寻找成长新空间
2. ↑  日本 中文导报（2011年06月） 端木正和引退Searchina开创新事业 （页面存档备份，存于）
3. ↑  新华网（2011年06月） 力推中日交流 旅日華人企業家獲日前首相高度評價
4. ↑  taigongwang.net（2010年08月） 对留学生的赠言：端木正和 （页面存档备份，存于）
5. ↑  Youtube视频（2011年06月） 端木正和卒業謝恩会、旅日23年創業13年、引退して財団設立に至る思い

## 參看
- 在日华人华侨寄语新中国成立60周年—端木正和 （页面存档备份，存于）（2009年9月）
- 人民网日本新华侨访谈：端木正和--“找到了自己想做的事情，我是幸运的”（2009年8月）
- Searchina董事长端木正和：从留学生到创业家 北京周报 （页面存档备份，存于）（2008年11月）
- 中国网访谈视频 日本中国情报局CEO端木正和：奥运情结促中日合作 （页面存档备份，存于）（2008年1月）
- 中国网与日本“中国情报局”就奥运报道合作召开发布会 （页面存档备份，存于）（2008年1月 国务院新闻办公室）
- 吉祥物专题访问/日本新秦CEO：端木正和谈 “求同存异，有容乃大” （页面存档备份，存于）（2007年4月）